# Ketokwasy karboksylowe

Przykładowe ketokwasy. Od góry:
kwas pirogronowy (α-ketokwas),
kwas acetylooctowy (β-ketokwas),
kwas lewulinowy (γ-ketokwas)

Ketokwasy karboksylowe, kwasy ketokarboksylowe, w skrócie ketokwasy lub ketonokwasy – rodzaj oksokwasów karboksylowych, grupa organicznych związków chemicznych, pochodnych kwasów karboksylowych zawierających jednocześnie grupę karboksylową i ketonową.
W organizmach zwierząt występują trzy rodzaje ketokwasów monokarboksylowych:
- α-ketokwasy (α-oksokwasy) – w których ketonowa grupa karbonylowa jest bezpośrednio przyłączona do atomu węgla grupy karboksylowej, np. kwas pirogronowy
- β-ketokwasy (β-oksokwasy) – w których ketonowa grupa karbonylowa jest przyłączana przez dodatkowy atom węgla, np. kwas acetylooctowy
- γ-ketokwasy (γ-oksokwasy) – w których ketonowa grupa karbonylowa jest przyłączana przez dwa atomy węgla, np. kwas lewulinowy

Ponadto znane są ketokwasy dwukarboksylowe, np. kwas mezoksalowy (HOOC−C(O)−COOH), kwas szczawiooctowy (HOOC−C(O)−CH
2−COOH) i kwas α-ketoglutarowy (HOOC−C(O)−CH
2−CH
2−COOH). Dwa ostatnie są elementami cyklu Krebsa.
W komórkach wątroby nadwyżka aminokwasów w organizmie pozbawiana jest grup aminowych. Doprowadza to do powstania amoniaku oraz ketokwasów, które mogą być wykorzystane do syntezy cukrów i niektórych innych aminokwasów, zużyte na cele energetyczne lub przekształcone w tłuszcze zapasowe. Niektóre ketokwasy o szczególnie dużym znaczeniu biologicznym mogą powstawać na wyspecjalizowanych ścieżkach syntetycznych, na przykład kwas pirogronowy jest końcowym produktem glikolizy.